# 神戸ボウル
神戸ボウル（こうべボウル）は、1952年から毎年春季に行われている、関西の大学・社会人によるアメリカンフットボールの交流戦。
この大会は日本にアメリカンフットボールを普及させた功労者の一人である米田満・米田豊兄弟が中心となって企画され、1952年、アメリカ合衆国にならい、同国のカレッジ・フットボールのボウルゲームが盛んに行われる、元日（1月1日）に初めて開催された。
第1回は、星陵高等学校と兵庫高等学校の現役・OBの連合チームによる親睦対抗戦として開催されたのが始まりであるとされる。第2回（1953年）は当時神戸レガッタアンドアスレチッククラブが使用していた東遊園地の運動場で行われ、この年から神戸新聞社の後援を取り付けるようになる。
その後は1953年に星陵高校のアメフト部が廃部し、上記2チームの定期戦という形は廃止され、関西学生アメリカンフットボール連盟とXリーグの関西を本拠地とする強豪チームによるボウルゲーム（招待大会）として開催され続けている。